# Depotvoeding

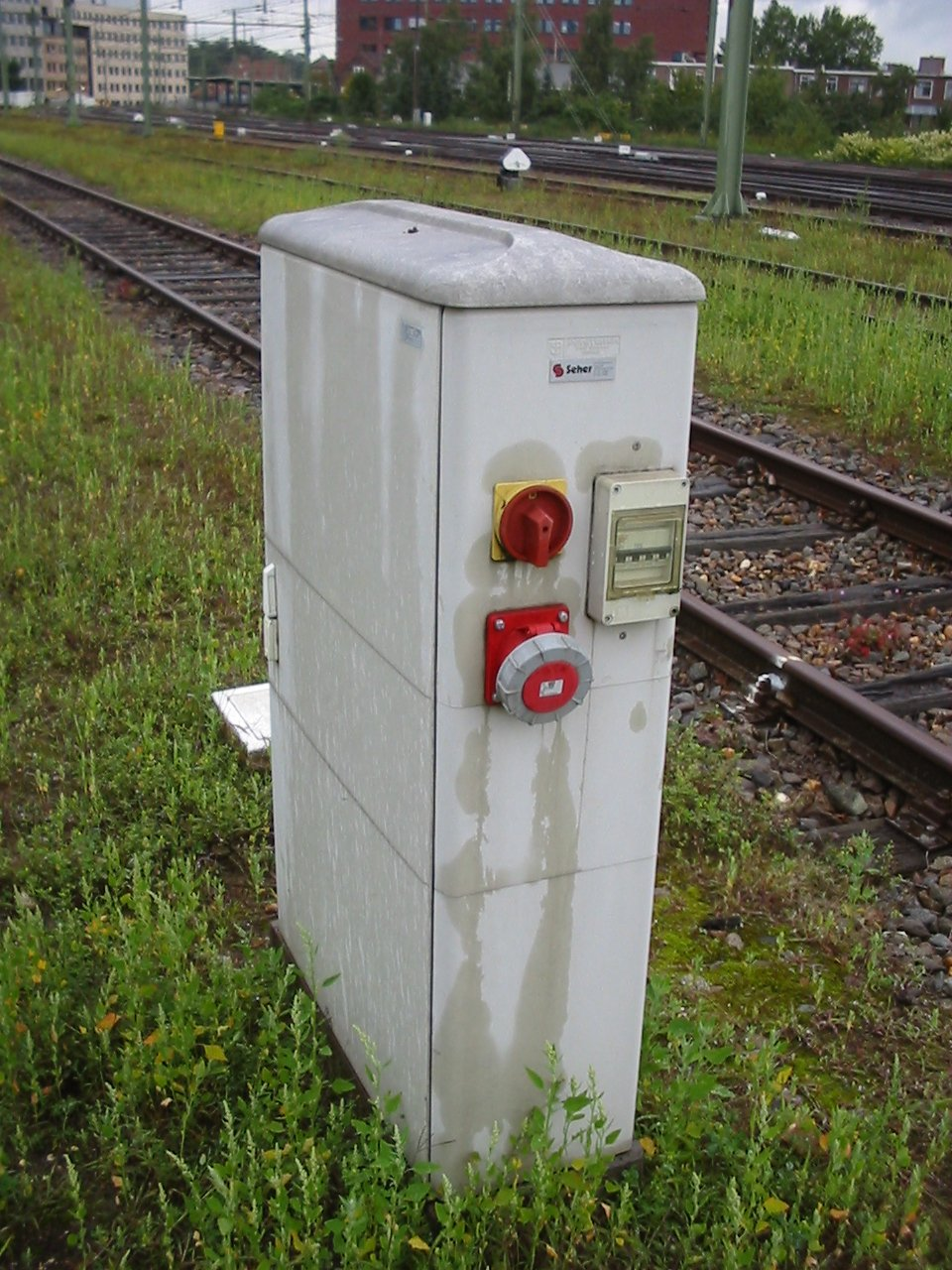
Kast depotvoeding langs spoor 325 te Deventer

Een depotvoeding is een elektrische aansluitkast op een opstelterrein waarmee spoorwegmaterieel door middel van een kabel op het vaste elektriciteitsnet kan worden aangesloten.
Het voordeel van het gebruik van een depotvoeding voor de voeding van elektrische systemen is dat het niet nodig is de dieselmotor te laten draaien (dieselmaterieel) of de stroomafnemer te gebruiken (elektrisch materieel). De depotvoeding wordt onder andere gebruikt om het koelwater van een dieselmotor met behulp van een elektrisch verwarmingselement op temperatuur te houden. Een variant op de depotvoeding is de werkplaatsvoeding, die nagenoeg dezelfde functie heeft in een onderhoudswerkplaats voor spoorwegmaterieel.